# Gorenje Gradišče (Dolenjske Toplice, Slovenija)
Gorenje Gradišče je naselje u slovenskoj Općini Dolenjskim Topllicama. Gorenje Gradišče se nalazi u pokrajini Dolenjskoj i statističkoj regiji Jugoistočnoj Sloveniji. 

## Stanovništvo
Prema popisu stanovništva iz 2002. godine naselje je imalo 77 stanovnika.